# Prowincja Apostołów Piotra i Pawła Zakonu Braci Mniejszych w Michoacán
Prowincja Apostołów Piotra i Pawła Zakonu Braci Mniejszych w Michoacán (hiszp. Provincia Franciscana de San Pedro y San Pablo de Michoacán) – jedna z pięciu prowincji Zakonu Braci Mniejszych w Meksyku.
Obecnie prowincja posiada 43 domy zakonne na terenie meksykańskich stanów: Michoacán, Guanajuato, Querétaro, Chihuahua i w Dystrykcie Federalnym. Klasztory prowincji znajdują się też w El Paso po stronie amerykańskiej. Wspólnota prowincjalna liczy 200 zakonników.

## Historia
Pierwsi franciszkanie przybyli do Tzintzuntzan ze stolicy kraju w 1525. Dziesięć lat później, w wyniku prowadzonego dzieła ewangelizacyjnego wśród lokalnej ludności, ukonstytuowała się nowa kustodia zależna od meksykańskiej Prowincji Świętej Ewangelii. Wzrost liczby braci przyczynił się do zakładania nowych konwentów na terenach stanów: Michoacán, Colima, Guanajuato, Jalisco oraz Querétaro. Kustodia została podniesiona do rangi prowincji w 1565. Decyzję o erekcji prowincji podjęto podczas kapituły generalnej zakonu w Valladolid w Hiszpanii za generalatu Aloisia Pozziego. Usankcjonowanie prawne ze strony Stolicy Apostolskiej zostało wyrażone w bulli papieża Piusa IV Cum sicut accepimus z 15 listopada 1565. Hiszpanią władał w tym czasie Filip II, który również wyraził swoją aprobatę. Pierwszym prowincjałem wybrany został o. Ángel de Saliceto OFM.

## Klasztory prowincji
Prowincja Apostołów Piotra i Pawła ma swoje domy zakonne w następujących miejscowościach:
- Celaya (kuria prowincjalna, juniorat)
- Acámbaro (postulat)
- Caleta de Campos
- Delicias
- Ciudad Juárez
- Lázaro Cárdenas
- Coroneo (aspirantat)
- Cortazar
- Chamácuaro
- Senguio
- Chihuahua
- El Paso (USA, semianrium teologia)
- El Pueblito (nowicjat)
- Guanajuato
- Irapuato
- Jerécuaro
- León
- La Sabanilla
- Morelia
- Novoa
- Nuevo Chupícuaro
- Pátzcuaro
- Salvatierra
- San Miguel de Allende
- San Pedro Naranjestil
- Santa Cruz de Juventino Rosas
- Santiago de Quertétaro (seminarium filozofia)
- Tarandacuao
- Tlalpujahua
- Esenada